# مديرية قفلة عذر
.
.

تعديل مصدري - تعديل

مديرية قفلة عذر إحدى مديريات محافظة عمران في اليمن. بلغ عدد سكانها 36722 نسمة عام 2004.

موقع مديرية قفلة عذر في محافظة عمران